# عدم التمييز بين الجنسين

إن الدائرة الأرجوانية هي رمز الحياد في التعامل مع الجنسين، وهي مشتقة من لوني رمزين يشيران إلى الجنسين ومختلطين معًا، وأيضًا دون الصليب أو السهم المميزين المستخدمين في الرمزين اللذين يشيران إلى الجنسين. ♂ ♀

إن الشخص الذي لديه عدم تمييز بين الجنسين "عمى جندري) (أو لا يفرق بين الجنسين) هو الذي يتبع مبدأ عدم التمييز بين الأفراد وفقًا للجنس. عادةً ما يدعو الأفراد الذين ينتهجون عدم التمييز بين الجنسين إلى وجود الحياد بين الجنسين في المجتمع، على سبيل المثال، في الأنشطة التي يتم ممارستها أو الخدمات المقدمة دون اعتبار لجنس المشاركين فيها أو المتلقين لها. إن هؤلاء الذين ينظرون لأنفسهم على أنهم جامعيو الجنس قد يشيرون لأنفسهم أيضًا على أنهم ينتهجون مبدأ "عدم التمييز بين الجنسين"، ومع ذلك فإن الجامعة الجنسية تؤكد على عدم التمييز الجنسي في العلاقات الجنسية الإنسانية.

## اختيار الكلمات
إن مصطلح للجنسين (unisex، مشترك بين الجنسين) هو مصطلح قديم ولكنه خطأ في التسمية ويعني «جنس واحد».
ويعد مصطلح ثنائي الجنس (bisex) أكثر ملاءمة (حيث يعني جنسين). ويجب ألا يتم الخلط بينه وبين ازدواجية الميول الجنسية.
ولكن مصطلح عدم التمييز بين الجنسين عادةً ما يخالف معايير الغيرية البحتة] بعدم مراعاة الجنسين على الإطلاق.

## الحملة القومية الطلابية لعدم التمييز بين الجنسين
في عام 2006، تم إنشاء الحملة القومية الطلابية لعدم التمييز بين الجنسين (National Student Genderblind Campaign) بوصفها منظمة شعبية تعاونية تهدف إلى توعية طلاب الكليات والإداريين وغيرهم في جميع أنحاء الولايات المتحدة. ودعت الحملة إلى تطبيق خيارات غرف نوم ودورات مياه تراعي الجنسين.

## غرف مستشفيات مختلطة بين الجنسين
لقد أثار استخدام غرف مستشفيات مختلطة بين الجنسين جدلاً في كل من بريطانيا العظمى وكندا. وشنت تريزا أوزوالد وزيرة الصحة في مانيتوبا حملة نشطة ضد مثل هذه الغرف بعد تلقيها شكاوى من أولي انجرام وهو مريض من مدينة وينيبيغ. وقالت أوزوالد إذا تمكنت الإنسانية من "وضع شخص ما على سطح القمر"، فيمكنها إيجاد طريقة لاحترام المتطلبات القائمة على الجنسين، دون أن يؤدي ذلك إلى تعطيل المرضى. وفي الوقت نفسه، وجه بعض دعاة الأخلاقيات الطبية النقد الشديد للجهود المبذولة من أجل العودة إلى الغرف غير المختلطة. وقد كتب جاكوب أبيل، وهو أحد دعاة الغرف المختلطة في الولايات المتحدة، يقول إن معارضة الغرف المختلطة تنبع من "تحيز عفا عليه الزمن" وأكد على أنه: "بسبب أن بعض الناس قد نشأوا على الخوف من مشاركة الغرفة مع شخص من الجنس الآخر أو كراهية ذلك، أو يخجلون من احتمال تعرضهم لرؤية جزء من الجسم غير مرغوب فيه في حالة تحرك الرداء المفتوح، ونحن نزكي هذا التحيز ونستمر فيه في السياسة الاجتماعية. وقد وافقت بريطانيا العظمى على التخلص التدريجي من هذه الغرف بحلول عام 2010.

## دورات مياه عامة محايدة للجنسين
إن القضاء على الفصل بين الجنسين يرتبط إلى حد بعيد بوجهة النظر الخاصة بعدم التمييز بين الجنسين. ويشمل هذا القضاء على التمييز على أساس الجنس في التمييز بين الجنسين في المرافق المقتصرة على جنس واحد مثل دورات المياه العامة في بعض الحالات.